# Ванье (Оттава)

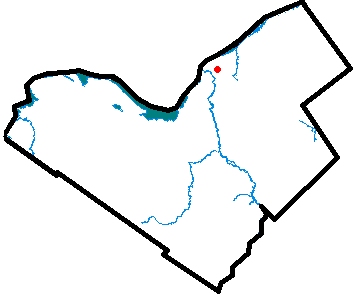
Ванье на карте Оттавы

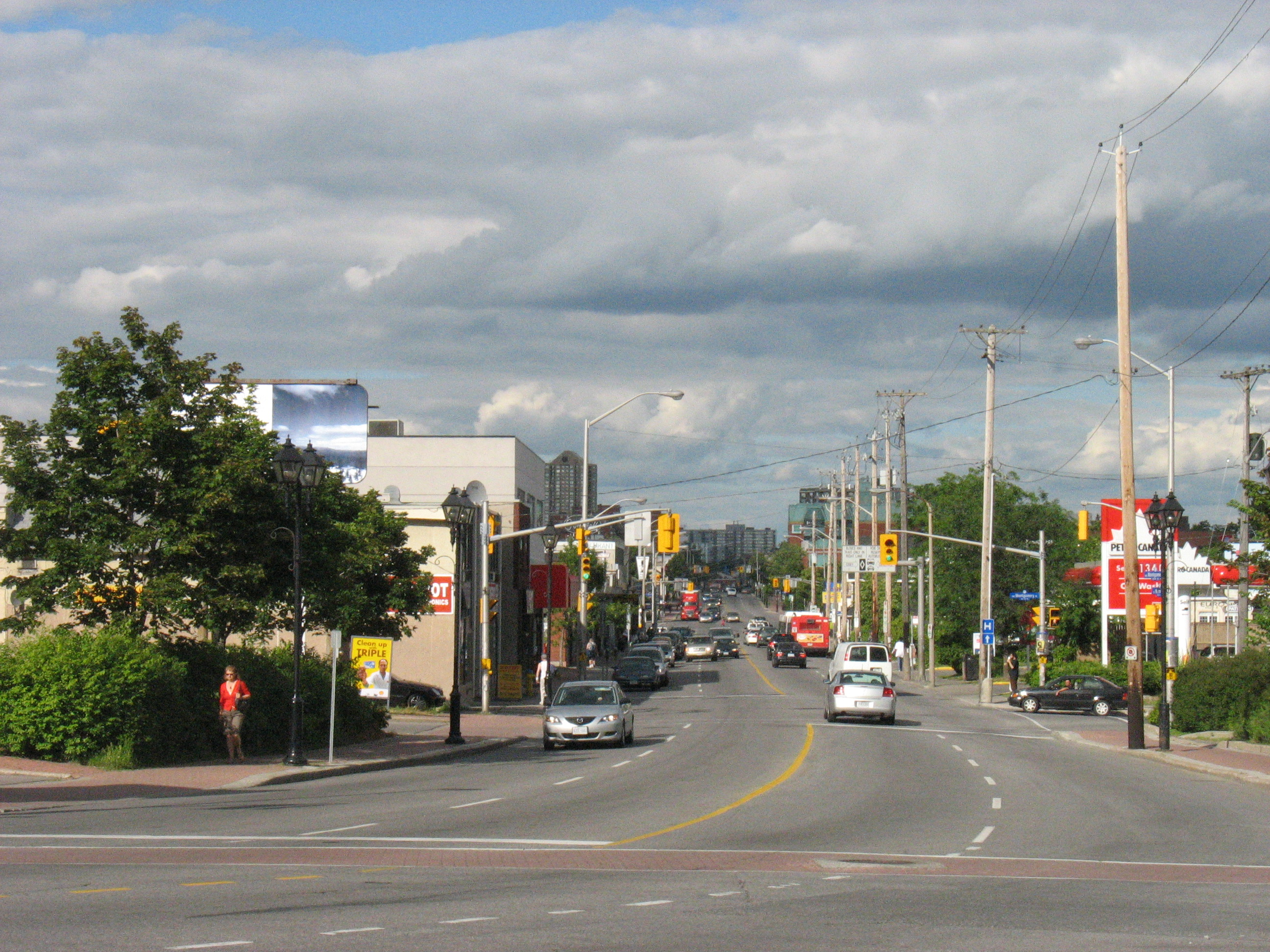
Монреаль-роуд делит Ванье на северную и южную часть.

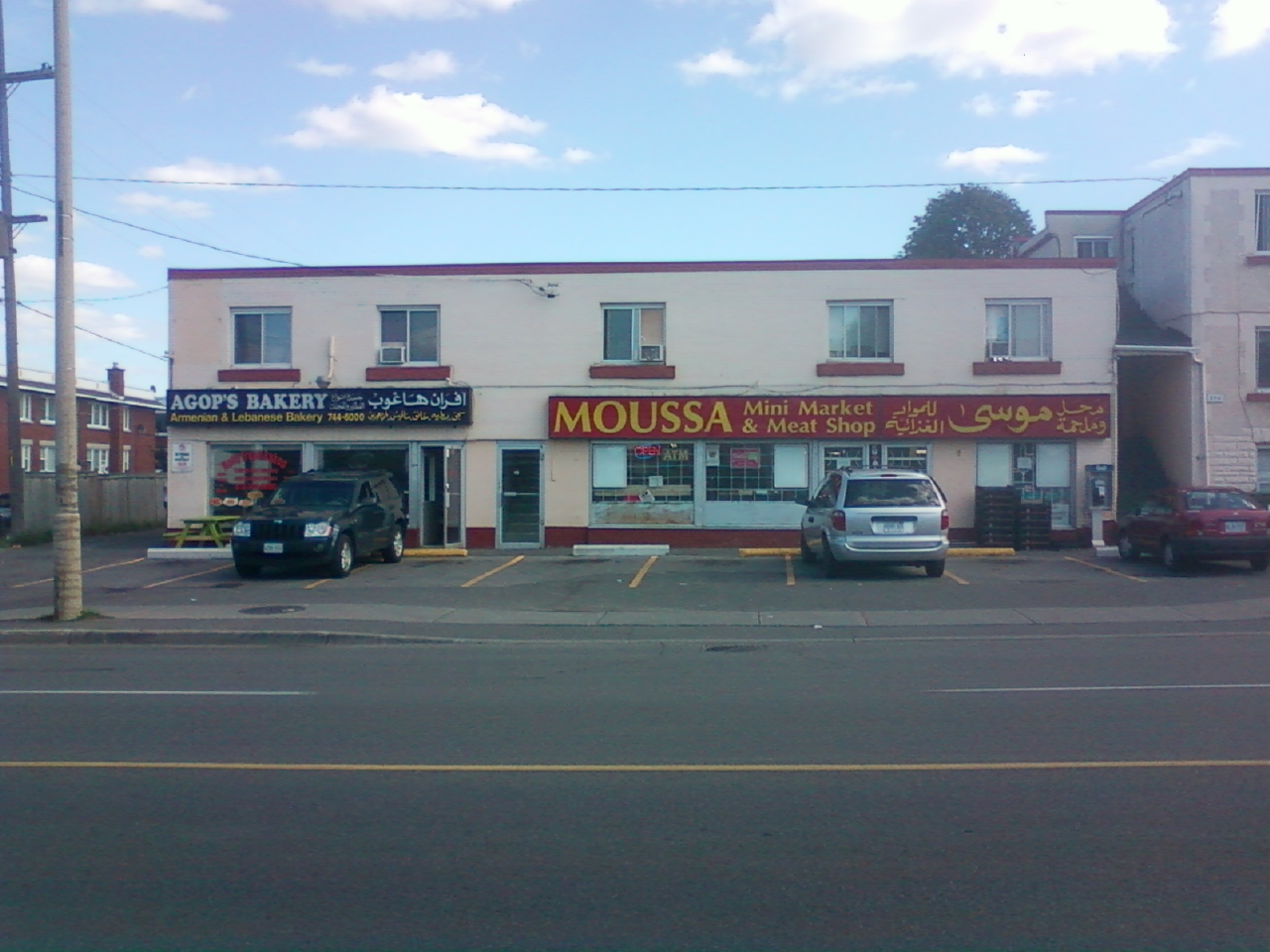
Арабские надписи на магазинах вдоль Макартур-авеню.

Ванье, фр. Vanier — район г. Оттава, вошедший в состав города в 2001 г. (ранее — самостоятельный муниципалитет).

## География
Расположен к востоку (через реку Ридо) от районов Лоуэртаун и Сэнди-Хилл, к югу от районов Роклифф-Парк и Нью-Эдинбург. На востоке граничит с пригородным районом Глостер, а на северо-востоке — с кладбищами Бичвуд и Нотр-Дам. Восточной границей Ванье является бульвар Сен-Лоран.

## История
В 1908 г. общины Джейнвиль, Кларкстаун и Кландебой были объединены в посёлок Иствью. В 1913 г. Иствью получил статус города. Изначально в Иствью селились государственные служащие, которым не хотелось жить слишком близко к деловому центру городу. Позднее в Иствью всё чаще стали селиться франко-канадцы, он превратился в главный франкофонный муниципалитет Большой Оттавы. В 1963 г. Иствью получил статус большого города (city), и в 1969 г. был переименован в честь умершего незадолго до того генерал-губернатора Ж. Ванье.
Демонтаж железнодорожных путей, обеспечивавших работой население Ванье, привёл к упадку района. С примерно 25 тыс. в 1960-х гг. его население упало до 16 тыс. (перепись 2006 г.). Жильё в Ванье на данный момент — самое дешёвое в Оттаве, и это привлекло в последние 10 лет много эмигрантов с Гаити, из Африки и исламских стран. Значительная часть вывесок на Макартур-авеню и Дональд-стрит (двух крупнейших улицах района после Монреаль-роуд) выполнена на арабском языке. Здесь расположен центр ливанской общины Оттавы.
Исторически уровень преступности в Ванье был одним из самых высоких в Оттаве, наряду с южными районами в окрестностях Херон-роуд. В то же время, в сторону севера (по направлению к Нью-Эдинбургу) и запада (река Ридо) Ванье выглядит всё более респектабельным. Начиная с 2007 г. Ванье испытал возрождение, когда уровень преступности постепенно упал, а с улиц исчезли проститутки и торговцы наркотиками. В настоящее время в районе возводится множество кондоминиумов, где предпочитает селиться средний класс.
Исторически в Ванье наиболее высокий процент католиков по Оттаве. Большинство расположенных в районе школ — католические.

## Достопримечательности
Весной в Ванье проводится городской Фестиваль кленового сиропа. В районе также существует краеведческий Парк-музей Ванье (фр. Muséoparc Vanier).